# 自衛隊離島奪還訓練
自衛隊離島奪還訓練（じえいたいりとうだっかんくんれん）とは、日本の自衛隊によって実施されている訓練の名称。離島に上陸をするという形式の訓練である。

## 訓練
- 2005年1月、米カルフォルニア州サンディエゴの米海兵隊の演習場で、陸自と米海兵隊の「離島防衛訓練」が行われた。以降、陸自西部方面普通科連隊による米海兵隊との共同訓練は毎年行われている[1]

- 2006年には、自衛隊と米軍との本格的な島嶼防衛演習「日米共同方面隊指揮所演習 ヤマサクラ」が行われた。陸自は西部方面隊を中心に約4.4千人、米軍は米本土の陸軍第1師団、沖縄駐留の第3海兵師団から約1.3千人が参加し、「離島が武装勢力に侵攻を受けた場合の奪還作戦」が盛り込まれた。こうしてこの時期から陸自単独、或いは陸海空自衛隊統合の島嶼防衛演習が活発化した[1]。

- 2010年の離島対処演習は、陸自方面隊の実動演習であり、「離島侵攻に対する主要な訓練」「島しょ部に行ける各種事態への対処」として行われた[1]。

- 2012年には、陸自の国内最大の実弾演習「富士総合火力演習」で、演習場を離島に見立て、上陸・侵攻してくる敵を撃退する想定で行われている[1]。

- 2013年11月1日～日まで、沖縄本島から南東側に400キロ離れた無人島の沖大東島で、陸海空自衛隊約3.4万人が動員された過去最大規模の「離島奪還訓練」が行われた。ただこの島は珊瑚礁が多く実際の上陸は行わなかった[2]。

- 2014年（平成26年）5月22日には奄美群島江仁屋離島で自衛隊が訓練を行っているということが公開された。この訓練は5月10日 - 5月27日まで行われ、その規模は陸上自衛隊が約500人、海上自衛隊が約820人、航空自衛隊が約10人というものだった[1]。

- 2018年10月も5～19日の日程で、陸上自衛隊の離島防衛の専門部隊「水陸機動団」（長崎）が、鹿児島県の種子島で米海兵隊第3海兵師団（沖縄）と島嶼奪還に向けた共同訓練を実施している[3]。

- 2021年11月には、水陸機動団が、五島列島津多羅島で尖閣諸島占拠を想定して沖縄県警国境離島警備隊や第十一管区海上保安本部との共同訓練を行った[4]。

- 2022年11月11日には、水陸機動団が、五島列島津多羅島で尖閣諸島占拠を想定して沖縄県警国境離島警備隊や第十一管区海上保安本部との共同訓練を行った[5]。

日中関係は2008年12月8日、中国政府が尖閣の日本領海内に監視船を侵入させたのを皮切りに、2010年9月の尖閣諸島中国漁船衝突事件以降は、監視船の派遣を毎月の頻度に恒常化させるなど、緊張状態となったのを受けてから訓練は本格化したが、陸自と米海兵隊の離島防衛訓練は2005年から、自衛隊と米軍離島奪還作戦は2006年から行われている。
2014年のものは日本国内で初の離島を使った大規模上陸訓練であり、今後も訓練を重ねることで自衛隊の上陸作戦能力を高めていくとしている。
2018年の日米共同訓練の直前には、ロシアと中国との合同演習「ボストーク（東方）2018」が行われた。これは冷戦後最大規模のもので中国軍が初参加しているが、日米合同演習はこれを意識したものではないとしている。